# Leeuwentandboorvlieg
De leeuwentandboorvlieg (Tephritis leontodontis) is een vliegensoort uit de familie van de boorvliegen (Tephritidae). De wetenschappelijke naam van de soort is voor het eerst geldig gepubliceerd in 1776 door De Geer.